# State Parks in Connecticut
Dies ist eine Liste der State Parks im US-Bundesstaat Connecticut.

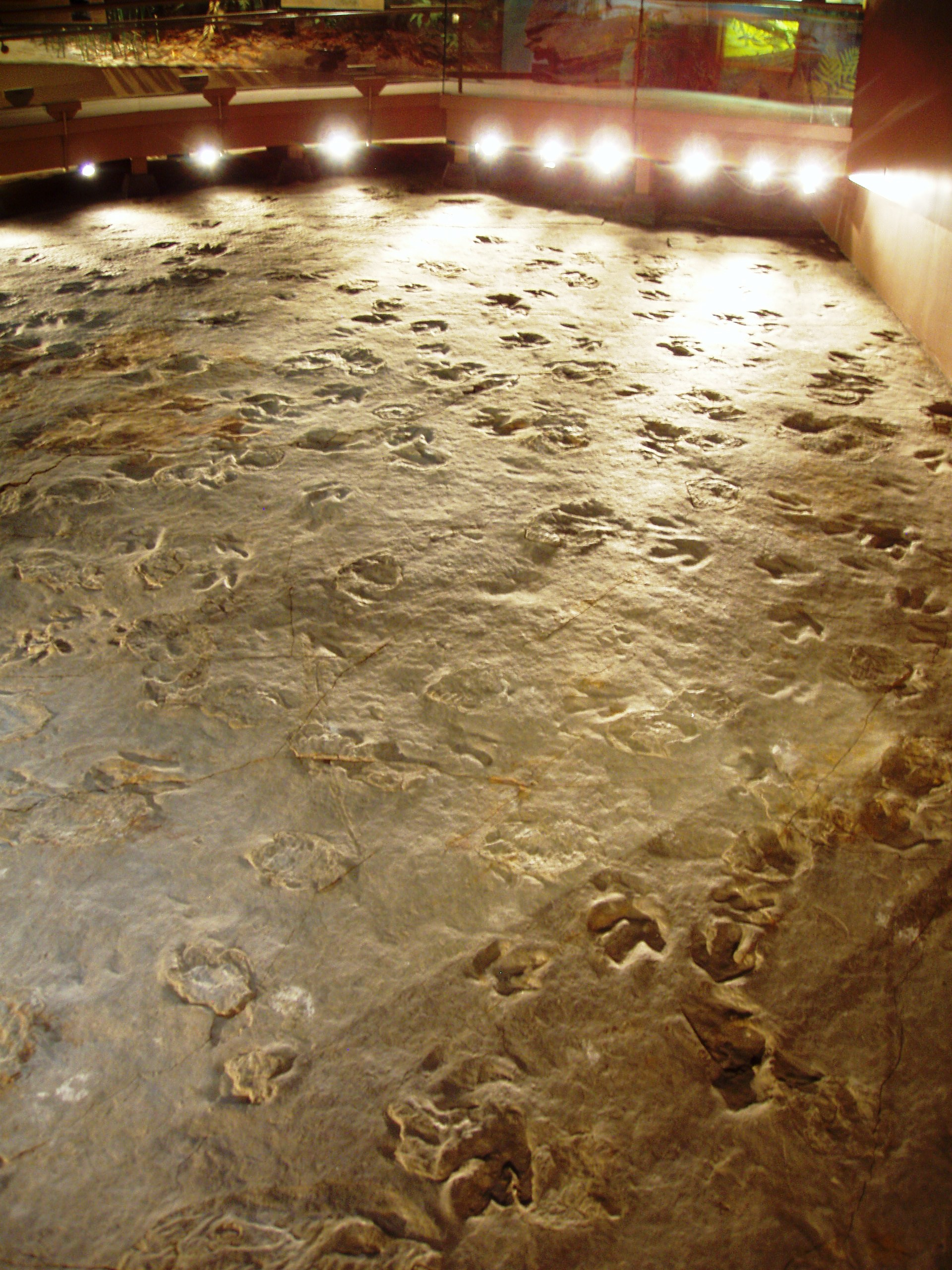
Dinosaur State Park. Fossile Spuren der Gattung Eubrontes

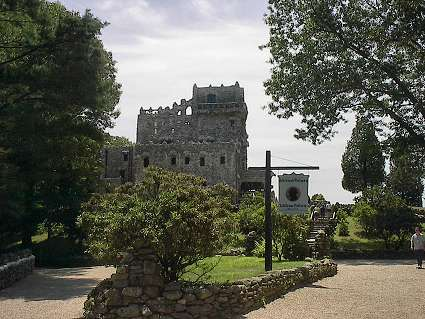
Gillette Castle State Park

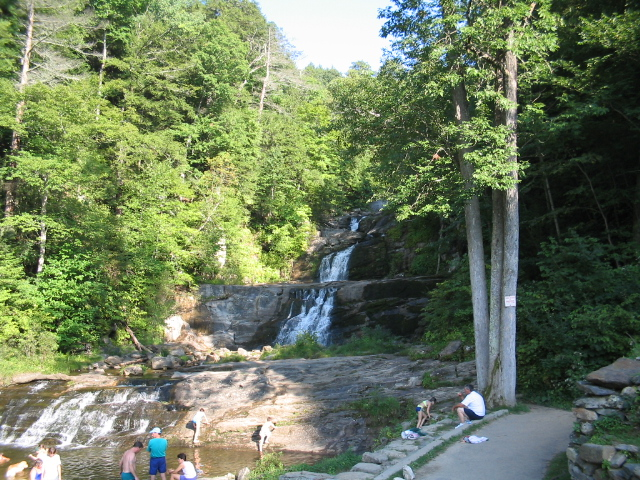
Kent Falls State Park

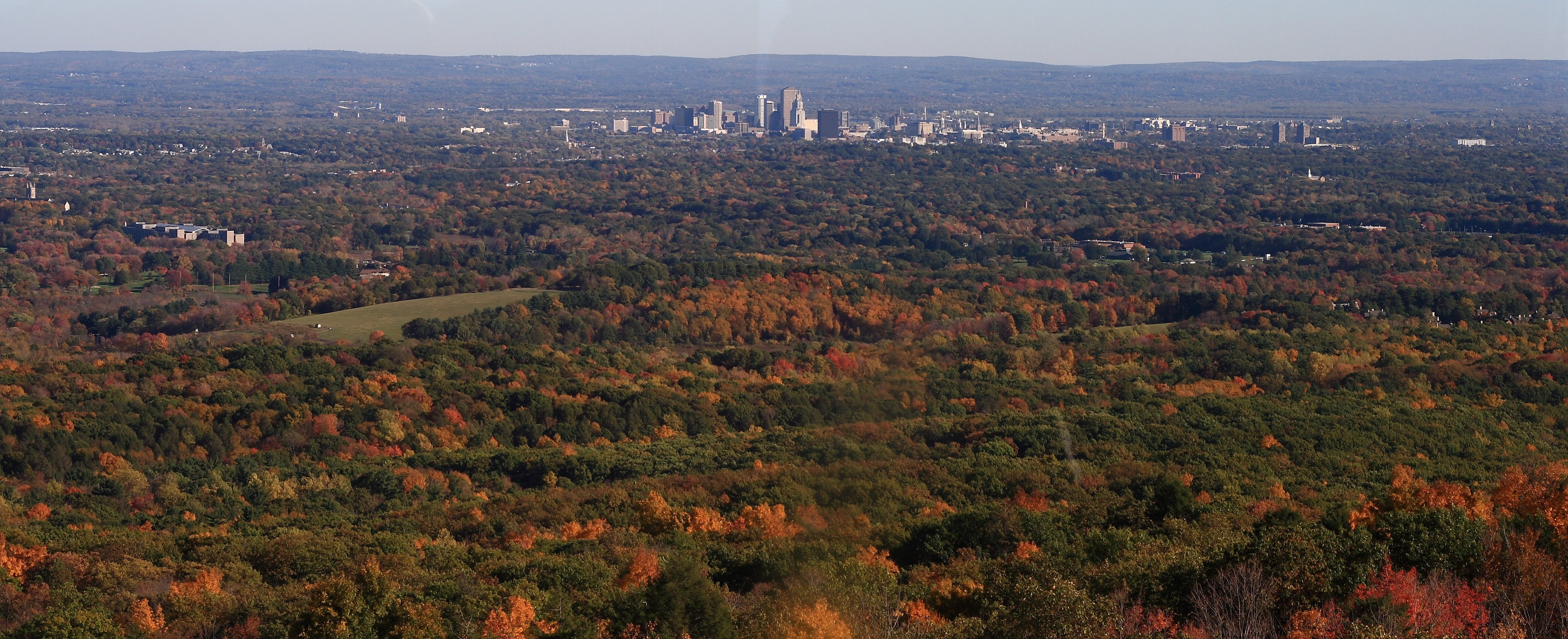
Aussicht vom Heublein Tower im Talcott Mountain State Park

| - Above All State Park - Air Line State Park Trail - Beaver Brook State Park - Becket Hill State Park Reserve - Beckley Furnace Industrial Monument - Bennett’s Pond State Park - Bigelow Hollow State Park - Black Rock State Park - Bluff Point State Park - Bolton Notch State Park - Brainard Homestead State Park - Burr Pond State Park - Camp Columbia State Park/State Forest - Campbell Falls State Park Reserve - Chatfield Hollow State Park - Collis P. Huntington State Park - Connecticut Valley Railroad - Dart Island State Park - Day Pond State Park - Dennis Hill State Park - Devil’s Hopyard State Park - Dinosaur State Park - Eagle Landing State Park - Farm River State Park - Farmington Canal State Park Trail - Fort Griswold Battlefield State Park - Fort Trumbull State Park - Gardner Lake State Park - Gay City State Park - George Dudley Seymour State Park - George Waldo State Park - Gillette Castle State Park - Haddam Island State Park - Haddam Meadows State Park - Haley Farm State Park - Hammonasset Beach State Park - Harkness Memorial State Park - Haystack Mountain State Park - Higganum Reservoir State Park - Hop River State Park Trail - Hopemead State Park - Hopeville Pond State Park - Horse Guard State Park - Housatonic Meadows State Park - Humaston Brook State Park - Hurd State Park - Indian Well State Park - John A. Minetto State Park - Kent Falls State Park - Kettletown State Park - Killingly Pond State Park - Lake Waramaug State Park - Lamentation Mountain State Park - Larkin State Park Trail - Lovers Leap State Park | - Macedonia Brook State Park - Machimoodus State Park - Mansfield Hollow State Park - Mashamoquet Brook State Park - Mianus River State Park - Millers Pond State Park - Minnie Island State Park - Mohawk State Forest (Mohawk Mountain State Park) - Mono Pond State Park Reserve - Moosup Valley State Park Trail - Mooween State Park - Mount Bushnell State Park - Mount Riga State Park - Mount Tom State Park - Old Furnace State Park - Osbornedale State Park - Penwood State Park - Platt Hill State Park - Pomeroy State Park - Putnam Memorial Park - Quaddick State Park - Quinebaug Lake State Park - Quinnipiac River State Park - River Highlands State Park - Rocky Glen State Park - Rocky Neck State Park - Ross Pond State Park - Salt Rock State Campground - Satan’s Kingdom State Recreation Area - Scantic River State Park - Selden Neck State Park - Seth Low Pierrepont State Park Reserve - Seven Falls State Park - Sherwood Island State Park - Silver Sands State Park - Sleeping Giant State Park - Southford Falls State Park - Squantz Pond State Park - Stillwater Pond State Park - Stoddard Hill State Park - Stratton Brook State Park - Sunnybrook State Park - Sunrise Resort State Park - Talcott Mountain State Park - Tri-Mountain State Park - Trout Brook Valley State Park Reserve - Wadsworth Falls State Park - West Rock Ridge State Park - Wharton Brook State Park - Whittemore Glen State Park - Windsor Locks Canal State Park Trail - Windsor Meadows State Park - Wooster Mountain State Park |

Neben den mehr oder weniger erschlossenen State Parks gibt es auch noch eine ganze Reihe von State Forests, die ursprünglich als Vorzeige-Forste geplant waren. Der erste State Forest war Meshomasic State Forest
| - Algonquin State Forest - American Legion State Forest - Centennial Watershed State Forest - Cockaponset State Forest - Enders State Forest - Housatonic State Forest - James L. Goodwin State Forest - Massacoe State Forest - Mattatuck State Forest - Meshomasic State Forest - Mohawk Mountain State Park - Mohegan State Forest - Nassahegon State Forest - Natchaug State Forest - Nathan Hale State Forest - Naugatuck State Forest | - Nehantic State Forest - Nepaug State Forest - Nipmuck State Forest - Nye-Holman State Forest - Pachaug State Forest - Paugnut State Forest - Paugussett State Forest - Peoples State Forest - Pootatuck State Forest - Quaddick State Forest - Salmon River State Forest - Shenipsit State Forest - Topsmead State Forest - Tunxis State Forest - Wyantenock State Forest |

Darüber hinaus gibt es noch einige weitere staatliche Einrichtungen, die dem Umweltschutz dienen:
- Burlington Trout Hatchery
- Quinebaug Valley Trout Hatchery
- Franklin Wildlife Management Area
- James V. Spignesi Jr Wildlife Management Area
- Sessions Woods Wildlife Management Area